# Ctenopteris venulosa
Ctenopteris venulosa là một loài thực vật có mạch trong họ Polypodiaceae. Loài này được (Blume) Kunze miêu tả khoa học đầu tiên.